# Нові Мамеї (виселок)
Нові Маме́ї (рос. Новые Мамеи, чув. Çăхăр Мами) — виселок у складі Канаського району Чувашії, Росія. Входить до складу Чагаського сільського поселення.
Населення — 188 осіб (2010; 179 у 2002).
Національний склад:
- чуваші — 98 %